# (36041) 1999 QU
1999 QU (asteroide 36041) é um asteroide da cintura principal. Possui uma excentricidade de 0.14300860 e uma inclinação de 11.72258º.
Este asteroide foi descoberto no dia 17 de agosto de 1999 por Spacewatch em Kitt Peak.